# Loma de la Palma
Loma de la Palma är en ort i Mexiko.   Den ligger i kommunen Hueyapan de Ocampo och delstaten Veracruz, i den sydöstra delen av landet, 500 km öster om huvudstaden Mexico City. Loma de la Palma ligger 557 meter över havet och antalet invånare är 583.
Terrängen runt Loma de la Palma är kuperad, och sluttar söderut. Runt Loma de la Palma är det ganska tätbefolkat, med 54 invånare per kvadratkilometer. Närmaste större samhälle är El Aguacate, 5,5 km söder om Loma de la Palma. Omgivningarna runt Loma de la Palma är en mosaik av jordbruksmark och naturlig växtlighet.